# Dixieland Droopy
Dixieland Droopy (El Perro Musical) es un  cortometraje animado del personaje Droopy, dirigido por Tex Avery y producido por Fred Quimby para Metro Goldwyn Mayer. Se estrenó el 4 de diciembre de 1954.

## Argumento
Un narrador invisible (John Brown) cuenta la historia de John Irving Pettybone, un perro (Droopy, en la voz de Bill Thompson) quien ama el Dixieland. El único amor de Pettybone es escuchar una grabación de Dixieland-Jazz, específicamente "Tiger Rag", imaginando que dirige la banda. Desafortunadamente el administrador del basurero donde vive no es un fanático del dixieland, y termina echándolo. Pettybone viaja por distintos lugares (un café, un organillero, un camión de helados, un carrusel) tratando de escuchar su disco y vivir su fantasía de dirigir la banda, siendo echado de todos aquellos lugares. En una de sus salidas abruptas de esos lugares, Pettybone tropieza y rompe el disco de 78 rpm y se echa a llorar desconsolado. De pronto se da cuenta de que cerca hay un circo donde se está presentando una banda de pulgas que tocan la misma canción con la que Pettybone se extasiaba y se las roba. Al escapar del dueño del circo, Pettybone entra a una agencia de talentos, donde el agente cree que Pettybone toca la música por sí solo, sin saber que quienes tocaban eran las pulgas. En adelante Pettybone se vuelve famoso como "John Pettybone, el perro misterioso. Toca Dixieland sin banda.", realizando su sueño de presentarse en el Anfiteatro Hollywood. La cinta concluye con un acercamiento hacia el perro que concluye mostrando a la banda de pulgas, y al trompetista, mientras el narrador afirma que nadie descubrió nunca el secreto de la música de Pettybone, porque solo "Pee Wee Runt" (en referencia a "Pee Wee Hunt) sabía no lo revelaría porque (ahora es la pulga la que habla) Pee Wee soy yo, lo ves?.